# Lowell Sherman
Lowell Sherman (San Francisco, California, 11 de octubre de 1885-Los Ángeles, California, 28 de diciembre de 1934) fue un actor y director cinematográfico estadounidense. 
Lowell empezó su carrera como actor, usualmente interpretando a playboys y villanos, y posteriormente se dedicó a la dirección. Algunas de las películas que dirigió fueron She Done Him Wrong (Nacida para pecar) (Paramount Pictures, 1933), con Mae West, Morning Glory (Gloria de un día) (RKO Pictures, 1933), con Katharine Hepburn, y Broadway Through a Keyhole (20th Century Fox, 1933) con Russ Columbo. 
Se casó en tres ocasiones, primeramente con Evelyn Booth, de 1915 a 1922 (divorcio); después con Pauline Garon, de 1926 a 1930 (divorcio); su tercer matrimonio fue con la actriz Helene Costello, hermana menor de Dolores Costello, de 1930 a 1932, año en que se divorciaron. Lowell falleció tres días después de la Navidad de 1934 a causa de una neumonía, poco después de iniciar el rodaje de Becky Sharp (La feria de la vanidad), la cual completó Rouben Mamoulian.

## Filmografía parcial
- Behind the scenes (Doblones y pelucas) (1914)
- You Never Know Women (Ballet ruso) (1926)
- A Lady of Chance (1928)
- Ladies of leisure (Mujeres ligeras) (1930)
- What Price Hollywood? (Hollywood al desnudo) (1932)
- Morning Glory (Gloria de un día, 1933) - Director
- She Done Him Wrong (Nacida para pecar) (1933) - Director
- Becky Sharp (La feria de la vanidad) (1935) - Director no acreditado

## Galería

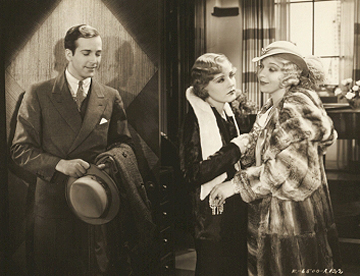
David Manners, Madge Evans e Ina Claire en la película de 1932 The Greeks Had a Word for Them, de Lowell Sherman.
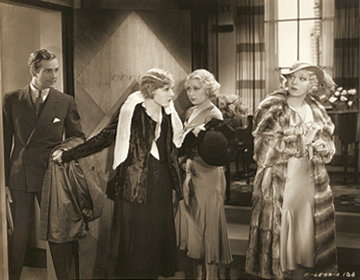
David Manners, Madge Evans, Joan Blondell e Ina Claire en The Greeks Had a Word for Them.